# Ilha da Torotama

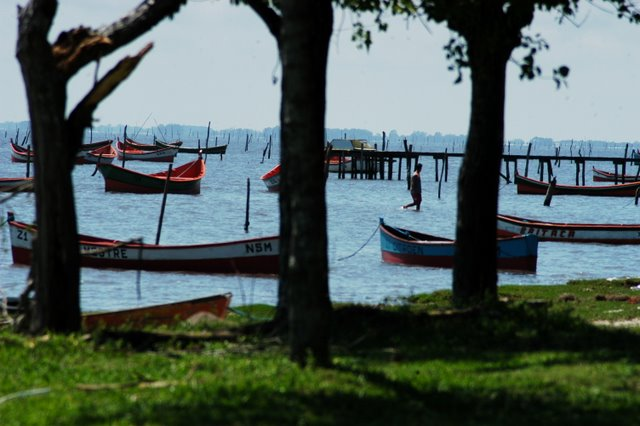

Ilha da Torotama é uma ilha lagunar da Lagoa dos Patos situada no município de Rio Grande, estado do Rio Grande do Sul.
A Torotama está situada entre as coordenadas: latitude -31.962918º; -31.911204º e longitude -52.198342º; -52.107633º, apresentando uma largura média de 40 km.
De acordo com o IBGE nessa ilha vivem em torno de 1200 moradores cuja fonte principal de renda é a pesca. Nos últimos anos, devido à seca, parte dessa população mudou-se para outros bairros de Rio Grande, por causa dos alagamentos.
Em 2009, havia dados de que a comunidade reúne  1.800 pessoas.
Há, nessa ilha, uma escola municipal de ensino fundamental denominada Cristovão Pereira De Abreu .

## Histórico
A oficialização da habitação da ilha ocorreu quando da instauração pela Coroa Portuguesa a política de casais em 1735, política essa que previa que "em cada navio que partisse das Ilhas dos Açores para o Brasil se enviasse cinco casais para os presídios de Santa Catarina e Rio Grande de São Pedro". Porém a ilha passou a ser realmente habitada em 1742, com a chegada de açorianos e colonos provenientes da Ilha da Madeira.

Com a invasão de espanhóis em 1763 em Rio Grande de São Pedro, os portugueses que viviam no continente foram transferidos para os arredores da vila, onde foram criados núcleos de colonos, sendo a Ilha da Torotama um destes núcleos.